# Euglossa pictipennis
Euglossa pictipennis är en biart som beskrevs av Jesus Santiago Moure 1943. Euglossa pictipennis ingår i släktet Euglossa, tribus orkidébin, och familjen långtungebin. Inga underarter finns listade.